# Дирекция „Комуникационни и информационни системи“
Дирекция „Комуникационни и информационни системи“ (бивши Свързочни войски) е дирекция в Генералния щаб на българската армия.

## История

### 1878 – 1945
На 1 октомври 1878 г. със заповед № 12 се създава учебна сапьорна рота, която по същество съдържа и първия телеграфен взвод в българската армия. На 24 март 1879 г. със заповед № 65 се създава първата телеграфна команда в България с командир подпоручика от руската армия Николай Самер. Подпоручикът започва да обучава 66 души на телеграфно дело и съобщителна служба. След Берлинския договор сапьорната рота, от която е част телеграфната команда, се разформирова и една част остава в Източна Румелия, а втора в Горна Оряховица като полурота. Останалите телеграфисти под командването на Самер са изпратени в строевата рота, която се преименува на сборна сапьорна рота и той става командир на телеграфната команда в ротата. От 14 декември 1879 г. Николай Самер е определен за поручик по старшинство от българската армия, като такъв от руската армия става едва на 3 април 1884 г. От 1880 г. ротата се преименува на Русчушка (Русенска) сапьорна рота и се премества в Русе. По това време Самер вече е командир на ротата. През 1883 г. Русенската и Софийската сапьорни роти се обединяват в пионерна дружина, в която се намира и телеграфната команда, която се състои от 9-а редници. За командир на командата отново е определен Николай Самер.
На 4 юни 1885 г. се създава и първата телеграфна рота в българската армия с командир капитан Николай Самер и помощник-командир подпоручик Симеон Янков. Тя влиза в състава на 5-а пионерна дружина и се състои от 66 души – 27 от старата телеграфна команда и още 39 войници от останалите роти. След Съединението Николай Самер е принуден да подаде оставка и се уволнява на 13 септември 1885 г. от българската армия, като за командир на ротата е назначен командирът на запасната рота поручик Стефан Тепавичаров. Той участва с ротата в Сръбско-българската война.
От 22 февруари 1889 г. започва приемането за обучение на младежи за телеграфисти, които са длъжни да преминат 3-годишен срок на обучение с 5-годишна военна служба. На 15 декември 1891 г. е приет нов закон за въоръжените сили на България, в който се постановява към инженерните войски във военно време да има телеграфен парк, а в мирно време телеграфна рота. През 1893 г. са създадени военно-гълъбни пощенски станции, а през 1898 г. и сигнално-велосипедни отделения, които впоследствие са придадени към телеграфните части. От 1900 г. телеграфната рота е преобразувана в телеграфен парк, състоящ се от 6 леки телеграфни взвода в мирно време и 2 тежки за военно време. За негов командир е назначен майор Захари Бочев. За работата на парка е създадено „Положение за устройството и управлението на телеграфния парк“. На 5 октомври 1902 г. парка е разформирован и разпределен в три пионерни дружини, като към всяка от тях се създава телеграфна полурота, част от техническа рота. От 1904 г. се създават 9 пионерни дружини, като към всяка е придаден един телеграфен взвод, а към Щаба на войската е причислена една телеграфна рота. На 30 декември 1908 г. е създадена първата телеграфна дружина в състав от 3 телеграфни роти. За командир е определен подполковник Николай Василев Василев. На следващата година е създадено велосипедно отделение като част от дружината. През 1910 г. към дружината е създадена още една четвърта телеграфна рота. На 1 януари 1912 г. е създадено радиотелеграфско отделение в състав от 89 души към телеграфската дружина.
Първата радиостанция за военни нужди в България е монтирана на кораба „Надежда“. Нейният модел е „Telefunken“. За отговарящ за радиостанцията е назначен бъдещият контраадмирал Сава Стефанов с чин мичман I ранг. На следващата година е завършена радиостанцията в местността „Франга“ край Варна. С монтирането на тези две радиостанции се поставя началото на радиоразузнаването. По време на Обсадата на Одрин за първи път целево се поставя задачата за смущение на радиообмена на противниковата страна. Това става по предложение на командира на телеграфния парк майор Константин Куцаров. По време на Балканската война се създават колоездачни роти, като се придават по 1 за всяка пионерна дружина. След края на Първата световна война и ограниченията, наложени от Антантата, предвиденият телеграфен полк се трансформира в телеграфна жандармерийска дружина, която е разформирована през 1919 г. От 1920 г. се въвеждат специални знаци и отличия за войниците и офицери телефонисти в армията.
На 23 декември 1922 г. с указ № 60 е създадено Държавното телеграфо-пощенско и железопътно училище. На 1 февруари 1928 г. се създава отделен свързочен полк в състав от 6 роти и по 1 свързочна дружина към всеки от 4-те инженерни полка. За първи командир на полка е назначен подполковник Петко Мишайков. През 1939 г. училището е включено като част от отделния свързочен полк с ранг на рота, а от 1941 г. и на дружина. От 2 март 1938 г. до 12 февруари 1942 г. свързочните части за първи път се отделят от инженерните войски и в това време съществува Свързочна инспекция. Под тяхно подчинение са Свързочния полк и Държавната военна фабрика. За инспектор на свързочните войски е назначен полковник Тодор Писков. След това до ноември 1943 г. инженерните и свързочните войски отново са обединени. На 30 ноември 1943 г. Свързочните войски окончателно се отделят от инженерните. Същата година се създават четири армейски свързочни полка. За началник на инспекцията е назначен полковник Васил Мирчев. По време на българското участие във Втората световна война се създават свързочни отдели към всеки корпус на българската армия.

### 1946 – 1990
През 1947 г. Държавното телеграфо-пощенско и железопътно училище е преобразувано в полувисше училище и е изведено от юрисдикцията на Министерството на отбраната. Свързочните войски получават руско оборудване, а състава им се попълва с нови чинове. След 1950 г. поради нуждите на Противовъздушната отбрана се полагат множество кабелни линии. Създават се отделни свързочни полкове за нуждите на ВВС и флота. Общовойсковия свързочен полк е преименуван на 62-ри свързочен полк РГК (резерв на главното командване). От него по-нататък се създават нови свързочни части. През септември 1951 г. е създадено Управление „Свързочни войски“. През 1957 г. е създадена отделна рота за радиоелектронна борба с командир капитан Марин Иванов. През февруари 1962 г. се създава фронтови 65-и свързочен полк РГК с гарнизон в Нова Загора, а през 1967 г. 63-ти свързочен полк РГК. На 1 октомври 1975 г. се създава 62-ра свързочна бригада. Бригадата е придадена към Управлението за безопасност и охрана (УБО), а след 1990 г. и на МВР. През 1985 г. на основата на 75-и свързочен полк РГК е създадена 75-а свързочна бригада.

### 1990 –
След 1990 г. множество полкове са преименувани в корпусни – 98-и свързочен полк, част от първа армия и 6 свързочен полк от трета армия са преименувани през 1996 г. и закрити окончателно през 2008 г. На 1 март 2000 г. е създадено Командване на стратегическата КИС. На него се подчиняват всички свързочни части на българската армия. През 2011 г. командването е преобразувано в свързочна бригада до 2011 г., когато се превръща в Стационарна КИС.

## Наименования
- Инспекция на Свързочни войски (1938 – 1940)
- Инженерно-свързочна инспекция (1940 – 1943)
- Свързочен отдел при Главното командване на Действащата войска (1944 – 1945)
- Свързочен отдел при Щаба на войската (1945 – 1947)
- Свързочен отдел при Генералния щаб (1947 – 1951)
- Свързочно управление – ГЩ (1951 – 1952)
- Управление „Свързочни войски“ (1952 – 10 септември 1992)
- Управление „Свръзки и електроника“ – ГЩ (10 септември 1992 – 1 септември 1997)
- Управление „Комуникационни и информационни системи“ – ГЩ (1 септември 1997 – 1 юни 2008)
- Дирекция „Комуникационни и информационни системи“ – ГЩ (от 1 юни 2008)

## Командири на Свързочни войски
- Полковник (ген.м-р от 3.10.1940) Тодор Писков (1 март 1938 – 30 ноември 1943), инспектор на Свързочната инспекция
- Полковник (ген.м-р от 6.5.1944) Васил Мирчев (30 ноември 1943 – 1 септември 1945), началник на Свързочния отдел при ЩВ
- Полковник Христо Василев Видински (1 септември 1945 – 10 февруари 1948)
- Полковник Дяко Дяков (10 февруари 1948 – 14 август 1952), началник на Свързочния отдел при ГЩ
- Генерал-лейтенант Дяко Дяков –14 август 1955 – 9 юни 1955), командващ Свързочните войски

## Командири на Управление „Свързочни войски“ и директори на Дирекция „Комуникационни и информационни системи“
- Полковник Славчо Венев Ангелов – септември 1951 – 1957, командир на Управление „Свързочни войски“
- Полковник Иван Калоянов – 1957 – 1963

През 1963 г. Управление „Свързочни войски“ е разделено на 3 отдела, като остава в този вид само 1 година.
- - Полковник Иван Калоянов – 1963 – 1 октомври 1964, началник на Свързочния отдел към ГЩ на БА
  - Полковник Марин Великов Петров – 1963 – 1 октомври 1964, началник на Свързочния отдел към Главното управление за подготовка на войските
  - Полковник Йоло Христов Йолов – 1963 – 1 октомври 1964, началник на Свързочния отдел към Главното управление по въоръжение и техника
- Полковник Иван Калоянов – 1 октомври 1964 – септември 1969
- Полковник Марин Великов Петров – септември 1969 – октомври 1972
- Полковник Русен Иванов Кондарев – октомври 1972 – 29 юли 1975
- Генерал-майор Георги Калпакчиев – октомври 1975 – септември 1987
- Генерал-майор Киро Киров – септември 1987 – 10 септември 1992
- Полковник Александър Георгиев Ковачев – 10 септември 1992 – 1997, командир на Управление „Свръзки и електроника“
- Полковник Александър Георгиев Ковачев – 1997 – 1999, командир на Управление „Комуникационни и информационни системи“
- Генерал-майор Атанас Запрянов – 1999 – 6 юни 2002
- Генерал-майор Иван Илевски – 6 юни 2002 – 3 май 2004
- Бригаден генерал Бойко Симитчиев – 3 май 2004 – 1 юни 2008
- Бригаден генерал Христо Тихинов – 1 юни 2008 – 28 юли 2014, директор на дирекция „Комуникационни и информационни системи“
- Бригаден генерал Емил Шошев – 28 юли 2014 – 3 октомври 2022
- Бригаден генерал Васил Събински – 3 октомври 2022 – 28 август 2023
- Полковник Петьо Петров от 8 септември 2023 г., временно изпълняващ длъжността
- Бригаден генерал Димитър Хлебаров от 28 август 2024